# Humphrey Hose
Humphrey Hose, né le 4 mai 1947 à Willemstad aux Antilles néerlandaises, est un joueur de tennis professionnel vénézuélien.

## Carrière
Il représente le Venezuela dès sa majorité en 1965 et joue 16 rencontres de Coupe Davis.

## Palmarès

### Titre en double messieurs
| No | Date       | Nom et lieu du tournoi                             | Catégorie | Dotation | Surface      | Partenaire | Finalistes                | Score    |  |
| -- | ---------- | -------------------------------------------------- | --------- | -------- | ------------ | ---------- | ------------------------- | -------- |  |
| 1  | 25-08-1974 | Pennsylvania Lawn Tennis Championships Merion (en) |           | NC $     | Gazon (ext.) | Roy Barth  | Mike Machette Fred McNair | 7-6, 6-2 |  |

### Finale en double messieurs
| No | Date       | Nom et lieu du tournoi                  | Catégorie       | Dotation | Surface      | Vainqueurs               | Partenaire  | Score    |  |
| -- | ---------- | --------------------------------------- | --------------- | -------- | ------------ | ------------------------ | ----------- | -------- |  |
| 1  | 31-07-1972 | Western Tennis Championships Cincinnati | GP World Series | 42 500 $ | Terre (ext.) | Bob Hewitt Frew McMillan | Paul Gerken | 7-6, 6-4 |  |

## Parcours dans les tournois duGrand Chelem

### En simple
| 1967 | — | — | —               | —            | —              | —                | 2e tour (1/32)  | Steve Stockton |  |  |
| 1968 | — | — | —               | —            | —              | —                | 1er tour (1/64) | Ron Holmberg   |  |  |
| 1969 | — | — | —               | —            | —              | —                | 1er tour (1/64) | Fred Stolle    |  |  |
|      |   |   |                 |              |                |                  |                 |                |  |  |
| 1972 | — | — | —               | —            | —              | —                | 2e tour (1/32)  | Dick Stockton  |  |  |
| 1973 | — | — | —               | —            | —              | —                | 1er tour (1/64) | Ilie Năstase   |  |  |
|      |   |   |                 |              |                |                  |                 |                |  |  |
| 1975 | — | — | 1er tour (1/64) | Haroon Rahim | 2e tour (1/32) | Birger Andersson | —               | —              |  |  |

N.B. : à droite du résultat se trouve le nom de l'ultime adversaire.